# 幸せの形
「幸せの形」（しあわせのかたち）は、THE ポッシボーの11枚目のシングル。2009年1月7日にTN-mixから発売された。

## 解説
- メジャーでの3rdシングル。
- 初回生産限定盤と通常盤の2形態でリリースされ、初回生産限定盤には「幸せの形」のミュージック・ビデオなどを収録したDVDが同梱されている。
- 本作が大瀬楓の参加する最後の作品となった。

## 収録曲

### 全盤共通
1. 幸せの形
作詞・作曲：つんく、編曲：江上浩太郎
2. 愛のエナジー
作詞・作曲：つんく、編曲：酒井ミキオ
3. 幸せの形（Instrumental）
4. 愛のエナジー（Instrumental）

#### 初回生産限定盤付属DVD
1. 幸せの形（MUSIC CLIP）
2. 幸せの形（メイキング映像）
3. 幸せの形（おまけ/歌詞あり）

## タイアップ
- 日本テレビ系列「音楽戦士 MUSIC FIGHTER」パワープレイ
- PlayStation 2ゲームソフト『ヒャッコ よろずや事件簿!』主題歌